# Coleophora didyma
Coleophora didyma é uma espécie de mariposa do gênero Coleophora pertencente à família Coleophoridae.